# Megaselia nocturnalis
Megaselia nocturnalis är en tvåvingeart som beskrevs av Charles Thomas Brues 1936. Megaselia nocturnalis ingår i släktet Megaselia och familjen puckelflugor.
Artens utbredningsområde är Filippinerna. Inga underarter finns listade i Catalogue of Life.